# Odbojka na pijesku na Mediteranskim igrama 2013.
Odbojka na pijesku na Mediteranskim igrama 2013. održavala se od 25. do 28. lipnja. Utakmice su se održavale na plaži Kizkalesi.

## Osvajači medalja
| Kategorija | Zlato                                  | Srebro                                       | Bronca                                            |
| Muškarci   | Turska Murat Giginoglu Selcuk Sekerci  | Španjolska Adrián Gavira Pablo Herrera       | Francuska Yannick Salvetti Jean-Baptiste Daguerre |
| Žene       | Italija Greta Cicolari Marta Menegatti | Grčka Vasiliki Arvaniti Panagiota Karagkouni | Italija Daniela Gioria Laura Giombini             |